# 보스 (영화)
보스는 2025년 대한민국의 영화이다.

## 캐스팅
- 조우진
- 정경호 : 강표 역
- 박지환 : 판호 역
- 이규형
- 오달수
- 황우슬혜 : 지영 역
- 정유진

## 참고 사항
- 박지환과 황우슬혜는 영화 《한번도 안해본 여자》 이후로 9년만에 재회하는 작품이다.